# Гороховатская волость
Гороховатская во́лость — административно-территориальная единица Купянского уезда Харьковской губернии с центром в слободе Гороховатка.
По состоянию на 1885 год состояла из 25 поселений, 13 сельских общин. Население — 9967 человек (5001 мужского пола и 4966 — женского), 1737 дворовых хозяйств.
|                       | Площадь, десятин | В том числе пахотной, дес. |
| --------------------- | ---------------- | -------------------------- |
| Сельских общин        | 24036            | 15945                      |
| Частной собственности | 3014             | 1104                       |
| Другой собственности  | 275              | 251                        |
| В целом               | 27325            | 17300                      |

### Основные поселения волости[2]
- Гороховатка — бывшая государственная слобода при реке Оскол в 47 верстах от уездного города, 3292 человека, 455 дворов, православная церковь, школа, богадельня, почтовая станция, 5 лавочек, 4 ярмарки в год.
- Боровая — бывшая государственная слобода при реке Боровая, 4239 человек, 379 дворов, православная церковь, школа, 4 лавки, базары по воскресеньям, 4 ярмарки в год.
- Боровой (Пустынка) — бывший собственнический хутор при реке Боровая, 501 человек, 77 дворов.
- Калиновка (Николаевка) — бывшая владельческая слобода при реке Гороховатка, 946 человек, 150 дворов, лавка.
- Шейковка (Котов) — бывший собственнический хутор при реке Боровая, 743 человека, 107 дворов.

### Храмы волости[3]
- Владимирско-Богородичная церковь в слободе Калиново (построена в 1881 г.[4])
- Воскресенская церковь в слободе Гороховатке (построена в 1795 г.[4])
- Рождество-Богородичная церковь в слободе Боровой (построена в 1792 г.[4])
- Успенская церковь на хуторе Шейковке (построена в 1898 г.[4])